# Oliviero De Fabritiis
Oliviero De Fabritiis (Rome, 13 juin 1902 - idem, 12 août 1982) était un chef d'orchestre italien, parmi les plus éminents de sa génération.

## Biographie
Oliviero De Fabritiis étudie à l'Académie de Sainte-Cécile à Rome, avec Licinio Recife et Giacomo Setaccialo. Il débute au Teatro Adriano de Rome en 1920, puis est engagé à l'Opéra de Rome, où il devient vite chef permanent.
Il inaugure le festival d'été aux Thermes de Caracalla en 1937, avec Beniamino Gigli et Toti Dal Monte dans Lucia di Lammermoor. Pendant la guerre il dirige surtout à La Fenice de Venise, à La Scala de Milan, et aux Arènes de Vérone.
Il enregistre avec Gigli de célèbres intégrales de Madame Butterfly (avec Dal Monte), et de Andrea Chénier et Tosca (avec Maria Caniglia). Il dirige aussi une production de Madame Butterfly pour la télévision italienne en 1956, qui lança la carrière d'Anna Moffo.
Grand chef lyrique, il mène surtout une carrière de chef invité après la guerre, paraissant dans les grandes capitales européennes, en Amérique et au Japon.
De Fabritiis était admiré pour la chaleur de ses interprétations, ainsi que sa considération pour les voix et le détail instrumental.

## Sources
- Alain Pâris, Le dictionnaire des interprètes, Robert Laffont, 1989  (ISBN 2-2210-6660-X)